# Cantone di Saint-Alban-sur-Limagnole
Il Cantone di Saint-Alban-sur-Limagnole è una divisione amministrativa dell'arrondissement di Mende.
A seguito della riforma approvata con decreto del 25 febbraio 2014, che ha avuto attuazione dopo le elezioni dipartimentali del 2015, è passato da 5 a 20 comuni.

## Composizione
I 5 comuni facenti parte prima della riforma del 2014 erano:
- Fontans
- Lajo
- Saint-Alban-sur-Limagnole
- Sainte-Eulalie
- Serverette

Dal 2015 i comuni appartenenti al cantone sono i seguenti 20:
- Chastel-Nouvel
- Chaulhac
- Estables
- Fontans
- Julianges
- Lajo
- Les Laubies
- Le Malzieu-Forain
- Le Malzieu-Ville
- Paulhac-en-Margeride
- Rieutort-de-Randon
- Saint-Alban-sur-Limagnole
- Saint-Amans
- Saint-Denis-en-Margeride
- Saint-Gal
- Saint-Léger-du-Malzieu
- Saint-Privat-du-Fau
- Sainte-Eulalie
- Serverette
- La Villedieu